# Usinsk
Usinsk (en ruso: Усинск) es una ciudad de la república Komi, en el norte de Rusia. Está situada en la orilla norte del río Usa a alrededor de treinta kilómetros de su confluencia con el río Pechora, a cuya cuenca hidrográfica pertenece. La separan de la capital de la república, Syktyvkar, 750 km y de Pechora unos 100. Su población ha sido estimada en 2008 en 44.078 habitantes. La ciudad dispone de un aeropuerto.

## Historia

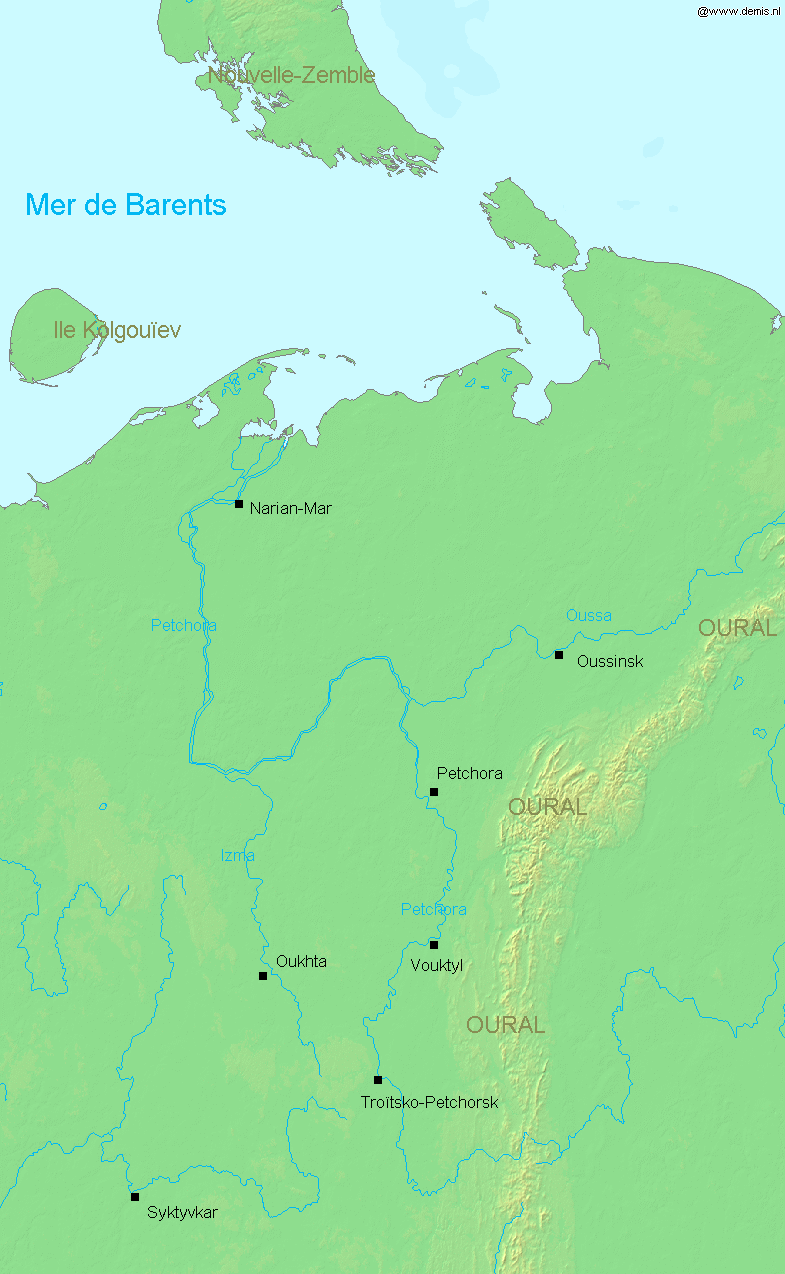
Mapa del río Pechora en el que sale Usinsk (Oussinsk)

Usinsk fue fundada en 1966 en el sitio de descubrimiento de importantes yacimientos de petróleo y gas en la república Komi. El sesenta y cinco por ciento del petróleo extraído en la república proviene de los campos petrolíferos de la región de Usinsk (Usinskoye, Voseiskoye, Verchnevoseiskoye, Baganskoye y Salyukinskoye). En 1980 es conectada al ferrocarril del Pechora (Konosha - Kotlas - Vorkutá) por una línea férrea de 108 km. Obtiene el estatus de ciudad en 1984.

## Cultura y economía
En Usinsk existe un museo de historia de la localidad. En Kolva, un pueblo a 18 km de la ciudad, conocido desde 1825 hay otro museo dedicado a la historia de la región.
Además de la producción de gas y petróleo, en Usinsk se están estableciendo otras industrias relacionadas con los sectores alimentario y de la construcción.

## Demografía
| 1970 | 1979   | 1989   | 1992   | 2002   | 2008   |
| ---- | ------ | ------ | ------ | ------ | ------ |
| 700  | 19 500 | 47 200 | 53 100 | 45 358 | 44 078 |